# Cổ Mã Lai
Cổ Mã Lai (tên khác: Indonésien, Proto-Malay) là tên của chủng tộc sống vào thời kỳ đồ đá giữa (khoảng 10.000 năm về trước). Chủng cổ Mã Lai có nước da ngăm đen, tóc quăn, tầm vóc thấp, cư trú trên toàn bộ vùng Đông Nam Á cổ đại trải dài từ sông Dương Tử ở phía bắc đến các hải đảo Indonesia ở phía nam; từ Ấn Độ ở phía tây đến quần đảo Philippines ở phía đông.
Chủng Cổ Mã Lai được coi là tổ tiên của người Mã Lai ở Malaysia và Indonesia hiện đại, cũng được coi là tổ tiên của nhiều dân tộc ở Việt Nam.
Người Proto-Malay được coi là thuyền viên có kiến thức trong đi biển, đánh cá, và các kỹ năng nông nghiệp nâng cao. Theo thời gian họ định cư ở những nơi khác nhau và thông qua giao lưu dẫn đến giao thoa văn hóa, tôn giáo, tập quán, và có sự kết hôn của những người ở các bộ tộc Orang Asli với người Semang và Senoi. Bộ phận người bản địa sống tách biệt và được bảo tồn đến ngày nay, được gọi là những người Negrito.